# Drąg (Tatry)
Drąg (słow. Drúk, niem. Franzturm, węg. Franztorony) – wybitna turnia o wysokości 2389 m n.p.m. w Grani Kończystej, w słowackich Tatrach Wysokich. Od Zmarzłego Szczytu Drąg oddzielony jest Przełęczą koło Drąga, a od Turni nad Drągiem – Wyżnią Przełączką koło Drąga.
Na jej wierzchołek nie prowadzą żadne znakowane szlaki turystyczne, jest dostępna dla taterników. Z Doliny Złomisk droga na szczyt jest nieco łatwiejsza niż z Doliny Batyżowieckiej. Nazwa turni pochodzi od jego kształtu, a dokładniej od kształtu pobliskiej, drugorzędnej turniczki, od której odziedziczyła swoją nazwę. Nazewnictwo niemieckie i węgierskie upamiętnia Johanna Franza seniora, jednego z pierwszych zdobywców wierzchołka.

## Historia
Pierwsze wejścia turystyczne:
- Miklós Szontagh (junior), Zoltán Zsigmondy i Johann Franz (senior), 11 sierpnia 1905 r. – letnie,
- Ivan Gálfy, Juraj Richvalský i Ladislav Richvalský, 13 kwietnia 1953 r. – zimowe.